# Flora of Tropical East Africa
Die Flora of Tropical East Africa (FTEA, dt. „Flora des Tropischen Ostafrika“) ist eine Flora für die Länder Kenia, Tansania und Uganda. Es ist die umfangreichste Großgebietsflora Afrikas; sie wurde nach über sechzig Jahren im Jahr 2012 abgeschlossen.
Es wurden etwa 1500 neue Pflanzenarten durch 135 Botaniker aus 21 Ländern beschrieben.
Erste Vorbereitungen für die FTEA begannen 1949, 1952 erschienen die ersten Bände. Vorbild war die 1927 begonnene „Flora of West Tropical Africa“. Hergestellt wurde die Reihe von den Kew Gardens gemeinsam vor allem mit einheimischen Institutionen wie der University of Dar es Salaam oder der Kenyatta University Nairobi, aber auch zahlreichen anderen Organisationen, darunter die Universität Addis Abeba, die Universität Bayreuth, der Royal Botanic Garden Edinburgh, die Adam-Mickiewicz-Universität Posen, die Universität Coimbra, der New York Botanical Garden und die Smithsonian Institution.
Die FTEA erscheint in Faszikeln, die jeweils eine Familie abdecken, nur besonders große Familien werden auf mehrere Faszikel verteilt. Die einzelnen Bände enthalten unter anderem vollständige Beschreibungen, Illustrationen und Bestimmungsschlüssel sowie umfangreiche nomenklatorische Angaben, neuere Bände beinhalten auch Angaben zur Gefährdung. Zusätzlich erschienen ein Glossarband sowie ein Einführungsband. Projektiert sind für die FTEA 225 Bände, die 12.500 Pflanzenarten auf einem Gebiet von 1.766.000 km² verzeichnen werden.

## Nachweise
1. ↑  Flora of Tropical East AfricaPolhill, RM - NHBS. Abgerufen am 7. April 2018 (amerikanisches Englisch).
2. ↑  D. G. Frodin: Guide to standard floras of the world, 2001, ISBN 9780521790772, S. 436
3. ↑  Anonymus: Three Major Flora Parts Appear: End in Sight In: KewScientist, 2008, 34, S. 7,  (PDF; 404 kB) (Memento vom 10. Oktober 2011 im Internet Archive)
4. ↑  Flora of Tropical East AfricaPolhill, RM - NHBS. Abgerufen am 7. April 2018 (amerikanisches Englisch).